# Geschützter Landschaftsbestandteil Feldgehölz südlich Almerfeld
Der Geschützte Landschaftsbestandteil Feldgehölz südlich Almerfeld mit einer Flächengröße von 2,09 ha liegt nördlich von Radlinghausen im Stadtgebiet von Marsberg. Das Gebiet wurde 2001 mit dem Landschaftsplan Hoppecketal durch den Kreistag des Hochsauerlandkreises als Geschützter Landschaftsbestandteil (LB) ausgewiesen. Im Süden grenzt der LB an das Landschaftsschutzgebiet Briloner Hochfläche und sonst an das Landschaftsschutzgebiet Almerfeld.

## Beschreibung
Der Landschaftsplan führt zum LB aus: „Der LB umfasst ein mäßig hohes Feldgehölz, dessen Baumschicht im Wesentlichen aus Buche und Esche gebildet wird. Die Strauchschicht ist nur lückig ausgebildet; die Krautschicht jedoch aufgrund der Standortverhältnisse (Kalk, Belichtung) um so üppiger und mit vielen typischen Arten des Waldmeister-Buchenwaldes. Abweichend von den Verboten des Landschaftsplans ist eine einzelstammweise forstliche Nutzung des vorhandenen Baumbestandes ohne Absprache mit der Unteren Landschaftsbehörde erlaubt, wenn sie unter größtmöglicher Schonung der Strauch- und Krautschicht erfolgt und im Rahmen der Wiederaufforstung lediglich Arten der potenziell natürlichen Vegetation (hier: Waldmeister-Buchenwald) eingebracht werden.
Die Flächengröße und Bestockung dieses LB erlaubt eine ordnungsgemäße forstwirtschaftliche Nutzung; diese muss jedoch so definiert werden, dass sie dem Schutzzweck (Landschaftsbild, Habitatfunktion) nicht zuwider läuft.“

## Schutzzweck
Der Landschaftsplan dokumentiert zum Schutzzweck:
„Als geschützte Landschaftsbestandteile werden Teile von Natur und Landschaft festgesetzt, soweit ihr besonderer Schutz
a) zur Sicherstellung der Leistungsfähigkeit des Naturhaushaltes,
b) zur Belebung, Gliederung oder Pflege des Orts- und Landschaftsbildes oder
c) zur Abwehr schädlicher Einwirkungen
erforderlich ist. Der Schutz kann sich in bestimmten Gebieten auf den gesamten Bestand an Bäumen, Hecken oder anderen Landschaftsbestandteilen erstrecken.“
Zu Verboten ist im Landschaftsplan aufgeführt:
„Nach § 34 Abs. 4 LG ist die Beseitigung eines geschützten Landschaftsbestandteils sowie alle Handlungen, die zu einer Zerstörung, Beschädigung oder Veränderung des geschützten Landschaftsbestandteils führen können, verboten.“
Mit dem Landschaftsplan wurde das Gebot erlassen:
„Die Geschützten Landschaftsbestandteile sind durch geeignete Pflegemaßnahmen zu erhalten, solange der dafür erforderliche Aufwand in Abwägung mit ihrer jeweiligen Bedeutung für Natur und Landschaft gerechtfertigt ist.“